# Angus McLaren
Angus McLaren (n. 3 noiembrie 1988, Wonthaggi, Victoria, Australia) este un actor australian, cunoscut cel mai bine datorită rolului său în serialul Silversun precum și în H2O - Adaugă apă ca Lewis McCartney. A apărut de asemenea în serialele Neighbours, Something in the Air, Blue Heelers, Packed to the Rafters și All Saints.

## Viața personală
Angus s-a născut la data de 3 noiembrie 1988 în Wonthaggi, Victoria în Australia, fiind crescut la o fermă de lângă Leongatha, în estul orașului Melbourne.
În afară de cariera sa în actorie, Angus este și un sportiv pasionat, excelând la înot și în fotbalul australian. El este, printre altele, bateristul trupei australiene Ballet Imperial, semifinalistă în competiția Future Rock în 2005.

## Cariera de actor
Angus McLaren a jucat în serialul pentru copii și adolescenți/tineri H2O - Adaugă apă, interpretându-l pe Lewis McCartney. Acesta este prietenul celor trei fete-sirene, Cleo (Phoebe Tonkin), Emma (Claire Holt) și Rikki (Cariba Heine).
La sfârșitul primului sezon, acesta are o relație cu Cleo (Phoebe Tonkin), dar o încheie la începutul celui de-al doilea, devenind, pentru puțin timp, iubitul lui Charlotte (Brittany Byrnes). Ulterior, la sfârșitul sezonului 2, el se împacă cu Cleo, fiind iubiți din nou până în sezonul 3 când trebuie să plece.